# The Pictorial Key to the Tarot

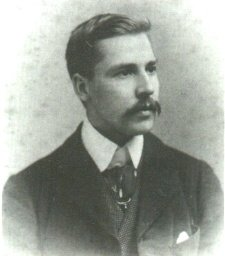
Arthur Edward Waite

The Pictorial Key to the Tarot (De geïllustreerde sleutel tot de tarot) van Arthur Edward Waite is de titel van de gids die in 1910 verscheen ter begeleiding van de Rider-Waite tarot. Hij deed onderzoek naar de tradities, interpretaties en geschiedenis van de tarot voor hij in samenwerking met de kunstenares Pamela Colman Smith een eigen versie ontwierp. 
Waite was een occultist die de interpretatie van de symbolen op zijn tarotkaarten voor studenten wilde ontsluiten. Hij is hierin slechts gedeeltelijk geslaagd, waarschijnlijk omdat hij zich gebonden achtte door een eed van geheimhouding, en hij de 'geheimen' van de tarot niet zomaar aan oningewijden wilde prijsgeven. 
Het boek, dat Waite zelf een "monografie" noemde, bestaat uit drie delen:
1. De Sluier (voorhang) en zijn symbolen (geeft een kort overzicht van de symboliek van elke kaart en van de geschiedenis van de Tarot)
2. De Leer achter de Sluier (bevat onder meer alle 78 zwart-wit afbeeldingen van het Rider-Waite kaartspel)
3. De Exoterische methodes van de Orakels (met onder meer divinatie met kaarten en de legging met het Keltisch Kruis)

## Ontvangst en betekenis
Deze tekst van Waite is niet zo prettig leesbaar en als dusdanig niet meteen een goede keuze als eerste kennismaking met de tarot. Niet alleen is Waites stijl bombastisch, maar de tekst is bovendien weinig toegankelijk, onduidelijk en ambigu. Een aantal symbolen legt hij ook niet uit: de symbolen op de gordel van de menner van de Zegewagen, de kleren van de Nar bijvoorbeeld, en er zijn nog heel wat andere omissies en tegenspraken. Het lijkt erop dat Waite, die zich gebonden achtte door een eed van geheimhouding, vaak opzettelijk vaag bleef en de 'geheimen' van de tarot niet zomaar aan oningewijden wilde prijsgeven. Door zijn behandeling van de rijke tarotsymboliek is het voor de studie van de tarot nog steeds interessant.